# Francisco Andrade
Francisco Correia de Figueiredo Andrade, né le 4 avril 1939 à Sátão (Portugal), est un footballeur portugais. Milieu de terrain, il ne pratique le football qu’en amateur. Il devient par la suite entraîneur et homme politique

## Biographie

### Entraîneur
Il commence sa carrière d’entraîneur au sein de l’Académica de Coimbra, club où il a joué et ville où il fait ses études. À la suite du remerciement de Mario Wilson, et à la courte intérim du gardien de l’époque João Melo, il prend donc en main la destinée de l’équipe première, il finit la saison à la sixième place et réussit à atteindre la finale de la Coupe, face à Benfica. Il entame la saison suivante avec la possibilité de jouer la Coupe des Vainqueurs de Coupes, Benfica, ayant réalisé le doublé. Malgré de bons résultats il quitte le club, après six journées de championnat. On ne retrouve aucune trace de lui durant la fin de la saison ainsi que la suivante. On le retrouve donc auprès du deuxième club de Coimbra, l’União de Coimbra, qui évolue en deuxième division portugaise. À l’issue de cette saison il réalise l’exploit de finir premier de sa zone, et de devenir champion, lors d’une finale face au CD Montijo, gagnée 2 buts à 1, . Montijo, avait au terme de sa saison perdu qu’un seul match. La saison suivante il est donc en élite, mais sans beaucoup de réussite au bout de la 25e journée, après une quinzième défaite il est démis de ses fonctions et remplacé par Zeca. À l’été 1973, il retrouve la deuxième division où il a laissé de bons souvenirs, avec son passage à l’União de Coimbra. Et c’est au sein du SC Espinho qu’il officie tout au long de cette saison, et où il côtoiera un futur grand nom du football portugais, et international A à 20 reprises, Gabriel. Il réalise à nouveau l’exploit de finir champion de la Zone Nord, mais contrairement à la saison 1971-72, il échoue en finale pour la désignation du champion, face à un club qu’il dirigera 2 saisons plus tard, l’União de Tomar . Lors de cette finale son futur est déjà connu de tous en effet avant même le terme de cette saison il est contacté par l’Académica de Coimbra, (il se dit qu’il aurait profité du fait que la finale se joue à Coïmbra pour signer son contrat). Il entame donc une nouvelle épopée avec les « noirs » de la capitale estudiantine, le club pend le nom de Académico de Coïmbra. L’Académica de Coimbra, club avec qui il a connu une finale de coupe du Portugal mais aussi les joies de la compétition européenne. Mais rien de ressemblant en cette saison 1974-75, après un match nul à domicile lors de la vingt-quatrième journée, le club est aux portes de la relégation (14e sur 16), il est donc démis de ses fonctions d’entraîneur en mars 1975.

#### Statistiques
Le tableaux ci-dessous, comprend tous les matches officiels hors matches amicaux.
| Résultats | Résultats            | Résultats           | Résultats | Résultats | Résultats | Résultats           | Total  | Total   | Total   | Total   |
| Saison    | Club                 | Pays                | V.        | N.        | D.        | Cl.                 | Titres | % V.    | % N.    | % D.    |
| --------- | -------------------- | ------------------- | --------- | --------- | --------- | ------------------- | ------ | ------- | ------- | ------- |
| 1968-69   | Académica de Coimbra | I Divisão           | 0         | 0         | 1         | 6°                  | 0      | 0       | 0       | 100     |
| 1969-70   | Académica de Coimbra | I Divisão           | 3         | 3         | 2         | Saison non terminée | 0      | 37,50 % | 37,50 % | 25 %    |
| 1971-72   | União de Coimbra     | II Divisão Z. Norte | 17        | 13        | 6         | 1°                  | 2      | 47,22 % | 36,11 % | 16,67 % |
| 1972-73   | União de Coimbra     | I Divisão           | 5         | 5         | 16        | Saison non terminée | 0      | 19,23 % | 19,23 % | 61,54 % |
| 1973-74   | SC Espinho           | II Divisão Z. Norte | 24        | 8         | 10        | 1°                  | 1      | 57,14 % | 19,05 % | 23,81 % |
| 1974-75   | Académica de Coimbra | I Divisão           | 5         | 5         | 15        | Saison non terminée | 0      | 20 %    | 20 %    | 60 %    |

#### Coupes continentales
En gras, club vainqueur 
| Date           | Club      | Compétition | Adversaire  | Résultat |
| -------------- | --------- | ----------- | ----------- | -------- |
| septembre 1969 | Académica | C2          | KuPS Kuopio | 0-0      |
| septembre 1969 | Académica | C2          | KuPS Kuopio | 0-1      |

#### Palmarès

##### Avec leUnião de Coimbra
- Vainqueur de la II Divisão Zona Norte en 1972
- Vainqueur du Championnat du Portugal de football de D2 en 1972

##### Avec leSC Espinho
- Vainqueur de la II Divisão Zona Norte en 1974

#### Honneurs
- Finaliste de la Coupe du Portugal en 1969 avec l’Académica .
- Vice-Champion du Portugal du Championnat de D2 en 1974, avec le SC Espinho